# Liste der Esskastaniensorten
Es gibt mehrere hundert Sorten der Esskastanie; allein in Frankreich kennt man deren über 700. Die meisten sind Abkömmlinge der Edelkastanie (Castanea sativa); manche stammen aber auch von anderen Arten ab, z. B. von der Amerikanischen Kastanie (Castanea dentata); und andere wiederum sind Hybride zweier Arten: z. B. der Edelkastanie und der Japanischen Kastanie (Castanea crenata). Die Liste der Esskastaniensorten enthält über 130 Namen von mehr als 80 verschiedenen Sorten.

## Liste
| Name                                                                                   | Bild                               | Bemerkung |
| -------------------------------------------------------------------------------------- | ---------------------------------- | --- |
| Affachade                                                                              |                                    | Vorkommen in den Cevennen. |
| Affichade                                                                              |                                    | |
| Aiguillonne                                                                            | Siehe: Aguyane                     | Siehe: Aguyane |
| Aguyane (oder: Aiguillonne, Guyane, Guyonne)                                           |                                    | Sorte der Edelkastanie. Vorkommen in den Cevennen.                                                                                            |
| Albomarginata (oder: Argenteovariegata)                                                |                                    | |
| Argenteovariegata                                                                      | Siehe: Albomarginata               | Siehe: Albomarginata |
| Aureomarginata                                                                         | Siehe: Variegata                   | Siehe: Variegata |
| Auvergnate                                                                             |                                    | |
| Barbude                                                                                |                                    | |
| Barbue                                                                                 |                                    | Vorkommen in den Cevennen. |
| Barbue Baumelle                                                                        | Siehe: Gène Longue                 | Siehe: Gène Longue |
| Beaumelenque                                                                           | Siehe: Gène Longue                 | Siehe: Gène Longue |
| Belle Épine (oder: Ca 114)                                                             |                                    | |
| Bergeade                                                                               |                                    | Vorkommen in den Cevennen. |
| Bon Arbre                                                                              |                                    | Vorkommen in den Cevennen. |
| Bouche Clos                                                                            | Siehe: Bouche De Clos              | Siehe: Bouche De Clos |
| Bouche De Bétizac (oder: Ca 125)                                                       |                                    | Hybride aus Edelkastanie und Japanischer Kastanie. 1962 in Malemort-sur-Corrèze vom INRA gezüchtet. Vorkommen in den Cevennen.                |
| Bouche De Clos (oder: Bouche Clos, Bouche De Clot)                                     |                                    | Vorkommen in der Ardèche |
| Bouche De Clot                                                                         | Siehe: Bouche De Clos              | Siehe: Bouche De Clos |
| Bouche Rouge (oder: Ca 102)                                                            |                                    | Sorte der Edelkastanie. Stammt aus der Gegend um Saint-Étienne-de-Boulogne in der Ardèche. Vorkommen in den Cevennen.                         |
| Bournette (oder: Ca 112, Pourette)                                                     |                                    | Hybride aus Edelkastanie und Japanischer Kastanie. Stammt aus Grospierres im Département Ardèche. Vorkommen in den Cevennen.                  |
| Bourrude                                                                               |                                    | Vorkommen in den Cevennen. |
| Bourrue                                                                                |                                    | |
| Burzette                                                                               | Siehe: Marron De Laguépie          | Siehe: Marron De Laguépie |
| Ca 07                                                                                  | Siehe: Marsol                      | Siehe: Marsol |
| Ca 102                                                                                 | Siehe: Bouche Rouge                | Siehe: Bouche Rouge |
| Ca 108                                                                                 | Siehe: Marron D'Olargues           | Siehe: Marron D'Olargues |
| Ca 111                                                                                 | Siehe: Marron De Lyon              | Siehe: Marron De Lyon |
| Ca 112                                                                                 | Siehe: Bournette                   | Siehe: Bournette |
| Ca 114                                                                                 | Siehe: Belle Épine                 | Siehe: Belle Épine |
| Ca 118                                                                                 | Siehe: Marlhac                     | Siehe: Marlhac |
| Ca 124                                                                                 | Siehe: Maridonne                   | Siehe: Maridonne |
| Ca 125                                                                                 | Siehe: Bouche De Bétizac           | Siehe: Bouche De Bétizac |
| Ca 146                                                                                 | Siehe: Marron De Chevanceaux       | Siehe: Marron De Chevanceaux |
| Ca 15                                                                                  | Siehe: Marigoule                   | Siehe: Marigoule |
| Ca 456                                                                                 | Siehe: Comballe                    | Siehe: Comballe |
| Ca 48                                                                                  | Siehe: Précoce Migoule             | Siehe: Précoce Migoule |
| Ca 500                                                                                 | Siehe: Marron De Goujounac         | Siehe: Marron De Goujounac |
| Ca 74                                                                                  | Siehe: Maraval                     | Siehe: Maraval |
| Cabride                                                                                |                                    | Vorkommen in den Cevennen. |
| Castanea × Neglecta                                                                    | Siehe: Chinknut                    | Siehe: Chinknut |
| Chinknut (oder: Castanea × Neglecta)                                                   |                                    | Hybride aus Amerikanischer Kastanie (Castanea dentata) und Pennsylvanischer Kastanie (Castanea pumila).                                       |
| Clarispine                                                                             |                                    | Vorkommen in den Cevennen. |
| Colossal                                                                               |                                    | Stammt aus Amerika. |
| Comballe (oder: Ca 456, Combasle)                                                      |                                    | Sorte der Edelkastanie. Vorkommen in den Cevennen.                                                                                            |
| Combasle                                                                               | Siehe: Comballe                    | Siehe: Comballe |
| Coutinelle                                                                             |                                    | Vorkommen in den Cevennen. |
| Dauphine (oder: Dauphinenque, Marron Dauphine)                                         |                                    | Vorkommen in den Cevennen. |
| Dauphinenque                                                                           | Siehe: Dauphine                    | Siehe: Dauphine |
| Ebournenque                                                                            | Siehe: Embournière                 | Siehe: Embournière |
| Embournière (oder: Ebournenque, Pialouset)                                             |                                    | Vorkommen in den Cevennen. |
| Figarette                                                                              |                                    | Vorkommen in den Cevennen. |
| Fourcade                                                                               |                                    | |
| Garinche                                                                               |                                    | Vorkommen in der Zentral-Ardèche |
| Gascaise                                                                               |                                    | Vorkommen in den Cevennen. |
| Gène Longue (oder: Barbue Baumelle, Beaumelenque, Genelongue)                          |                                    | Vorkommen in den Cevennen. |
| Genelongue                                                                             | Siehe: Gène Longue                 | Siehe: Gène Longue |
| Grosse Pourette                                                                        |                                    | |
| Grosse-Rousse                                                                          | Siehe: Marron De Laguépie          | Siehe: Marron De Laguépie |
| Guyane                                                                                 | Siehe: Aguyane                     | Siehe: Aguyane |
| Guyonne                                                                                | Siehe: Aguyane                     | Siehe: Aguyane |
| Insitina                                                                               |                                    | |
| Labor Day                                                                              |                                    | Stammt aus Amerika. |
| M 15                                                                                   | Siehe: Marigoule                   | Siehe: Marigoule |
| Maine D’Abric                                                                          |                                    | Vorkommen in den Cevennen. |
| Maraval (oder: Ca 74)                                                                  |                                    | Hybride aus Edelkastanie und Japanischer Kastanie. 1986 in Lalevade-d’Ardèche vom INRA gezüchtet.                                             |
| Maridonne (oder: Ca 124)                                                               |                                    | Vorkommen in den Cevennen. |
| Marigoule (oder: Ca 15, M 15, Marigoule 15)                                            |                                    | Hybride aus Edelkastanie und Japanischer Kastanie. Gezüchtet 1986 in Ussac im Département Corrèze. Vorkommen in den Cevennen.                 |
| Marigoule 15                                                                           | Siehe: Marigoule                   | Siehe: Marigoule |
| Marisard                                                                               |                                    | Vorkommen in den Cevennen. |
| Marlhac (oder: Ca 118)                                                                 |                                    | Hybride aus Edelkastanie und Japanischer Kastanie. 1962 vom INRA gezüchtet.                                                                   |
| Marron Dauphine                                                                        | Siehe: Dauphine                    | Siehe: Dauphine |
| Marron De Chenonceaux                                                                  |                                    | |
| Marron De Chevanceaux (oder: Ca 146)                                                   |                                    | |
| Marron De Goujounac (oder: Ca 500)                                                     |                                    | Sorte der Edelkastanie. Stammt aus dem Département Lot.                                                                                       |
| Marron De Laguépie (oder: Burzette, Grosse-Rousse, Rousse, Rousse De Najac, Roussette) |                                    | Sorte der Edelkastanie. Stammt aus Laguépie in Okzitanien.                                                                                    |
| Marron De Lyon (oder: Ca 111)                                                          |                                    | |
| Marron De Mazamet                                                                      |                                    | Vorkommen in den Cevennen. |
| Marron De Saint Vincent                                                                | Siehe: Marron D'Olargues           | Siehe: Marron D'Olargues |
| Marron D'Olargues (oder: Ca 108, Marron De Saint Vincent)                              |                                    | Vorkommen in den Cevennen. |
| Marsol (oder: Ca 07)                                                                   |                                    | Hybride aus Edelkastanie und Japanischer Kastanie. 1986 in Lalevade-d’Ardèche vom INRA gezüchtet. Vorkommen in den Cevennen.                  |
| Méjane                                                                                 |                                    | Vorkommen in den Cevennen. |
| Mene D'Abric                                                                           |                                    | Vorkommen in den Cevennen. |
| Ménette                                                                                |                                    | Vorkommen in den Cevennen. |
| Merle                                                                                  |                                    | Vorkommen in der Nord-Ardèche |
| Michalenque                                                                            |                                    | |
| Montagne                                                                               |                                    | |
| Moundico                                                                               |                                    | |
| Négrette                                                                               |                                    | Vorkommen in den Cevennen. |
| Nouzillard                                                                             |                                    | |
| Peirijonte                                                                             | Siehe: Perejonte                   | Siehe: Perejonte |
| Pellegrine                                                                             |                                    | Vorkommen in den Cevennen. |
| Percillaude                                                                            |                                    | |
| Perejonte (oder: Peirijonte, Peyrejonte)                                               |                                    | Vorkommen in den Cevennen. |
| Peroyrese                                                                              |                                    | |
| Petite Pourette                                                                        |                                    | |
| Peyrejonte                                                                             | Siehe: Perejonte                   | Siehe: Perejonte |
| Peyroubaise                                                                            | Siehe: Peyrouvaise                 | Siehe: Peyrouvaise |
| Peyrouvaise (oder: Peyroubaise)                                                        |                                    | Vorkommen in den Cevennen. |
| Pialouset                                                                              | Siehe: Embournière                 | Siehe: Embournière |
| Plansoune                                                                              |                                    | Vorkommen in den Cevennen. |
| Platete                                                                                | Siehe: Platette                    | Siehe: Platette |
| Platette (oder: Platete)                                                               |                                    | Vorkommen in den Cevennen. |
| Pourette                                                                               | Siehe: Bournette                   | Siehe: Bournette |
| Pourette De Thueyts                                                                    |                                    | |
| Pourtaloune                                                                            |                                    | |
| Précoce Des Vans (oder: Précoce Vans)                                                  |                                    | Vorkommen in der Süd-Ardèche. Vorkommen in den Cevennen.                                                                                      |
| Précoce Migoule (oder: Ca 48)                                                          |                                    | Hybride aus Edelkastanie und Japanischer Kastanie. Stammt aus Brive-la-Gaillarde in der Region Nouvelle-Aquitaine. Vorkommen in den Cevennen. |
| Précoce Ronde Des Vans                                                                 |                                    | |
| Précoce Soulage                                                                        |                                    | Vorkommen in den Cevennen. |
| Précoce Vans                                                                           | Siehe: Précoce Des Vans            | Siehe: Précoce Des Vans |
| Première Des Vans                                                                      |                                    | |
| Premierench                                                                            |                                    | Vorkommen in den Cevennen. |
| Rabaïraise                                                                             | Siehe: Rabiyraise                  | Siehe: Rabiyraise |
| Rabiyraise (oder: Rabaïraise)                                                          |                                    | Vorkommen in den Cevennen. |
| Rampounelle                                                                            |                                    | Vorkommen in den Cevennen. |
| Ravayraise                                                                             |                                    | Vorkommen in den Cevennen. |
| Roscetta                                                                               | Siehe: Roscetta Della Valle Roveto | Siehe: Roscetta Della Valle Roveto |
| Roscetta Della Valle Roveto (oder: Roscetta)                                           |                                    | Sorte der Edelkastanie. Stammt aus dem Valle Roveto in den Abruzzen.                                                                          |
| Rossel                                                                                 |                                    | Vorkommen in den Cevennen. |
| Rousse                                                                                 | Siehe: Marron De Laguépie          | Siehe: Marron De Laguépie |
| Rousse De Najac                                                                        | Siehe: Marron De Laguépie          | Siehe: Marron De Laguépie |
| Rousse De Saint-Léonard (oder: Rousso)                                                 |                                    | Sorte der Edelkastanie. Stammt aus Saint-Léonard-de-Noblat in der Region Nouvelle-Aquitaine.                                                  |
| Roussette                                                                              | Siehe: Marron De Laguépie          | Siehe: Marron De Laguépie |
| Rousso                                                                                 | Siehe: Rousse De Saint-Léonard     | Siehe: Rousse De Saint-Léonard |
| Sardonne                                                                               |                                    | Vorkommen in der Ardèche. Vorkommen in den Cevennen.                                                                                          |
| Tuscon                                                                                 |                                    | Vorkommen in den Cevennen. |
| Variegata (oder: Aureomarginata)                                                       |                                    | |
| Varto                                                                                  | Siehe: Verte                       | Siehe: Verte |
| Verte (oder: Varto)                                                                    |                                    | |
| Vivaraise                                                                              |                                    | Vorkommen in den Cevennen. |

## Erläuterungen

### Ansetzung der Sortennamen

#### Mehrnamigkeit
- Da viele, vor allem alte Sorten regional ganz unterschiedliche Namen haben, werden zu jeder Sorte alle bekannten Namen aufgeführt.
- Jede Sorte hat also einen Haupteintrag mit der Vorzugsbezeichnung (wenn es einen Artikel zu der Sorte gibt, mit Link auf dessen Lemma) und möglichst mit Bild und näherer Beschreibung.
- Nachgeordnete Sorten-Namen haben jeweils einen Nebeneintrag, der nur auf den Haupteintrag verweist; ggf. auch auf mehrere Haupteinträge, durch Komma getrennt. Nebeneinträge enthalten keine weiteren Angaben oder Bilder und keine Links.
- Im Haupteintrag sind dann in der ersten Spalte nach der Vorzugsbezeichnung die weiteren Namen alphabetisch sortiert in Klammern angefügt und untereinander durch ein Komma getrennt. Um Verwechslungen mit geklammerten Namenszusätzen, z. B. „Cox Orange Pippin (Potter)“, auszuschließen, werden die nachgeordneten Namen durch ein „oder:“ eingeleitet, z. B. „Aguyane (oder: Aiguillonne, Guyane, Guyonne)“.
- Fremdsprachige Namen sind möglich.
- Gibt es deutsche Namen, werden diese als Vorzugsbezeichnung genutzt.

#### Sonderzeichen
Nicht gesondert aufgeführt werden Namen, bei denen lediglich
- ein Umlaut oder ein anderer Buchstabe mit diakritischen Zeichen auf seinen Grundbuchstaben reduziert wurde („Altländer“ -> „Altlander“)
- ein „ß“ durch „ss“ ersetzt wurde („preußisch“ → „preussisch“)
- ein Bindestrich („-“) durch ein Leerzeichen („ “) ersetzt wurde oder umgekehrt.

#### Schreibung der Namen
- Die Namen werden im Singular angesetzt.
- Vorangestellte Artikel entfallen („La Nationale“ → „Nationale“)
- Alle Namen werden im lateinischen Alphabet geschrieben und bei anderen Ausgangsschreibungen entsprechend transkribiert.
- Alte Schreibweisen werden modernisiert („Zimmtartiger“ → „Zimtartiger“)
- Der erste Buchstabe eines jeden Wortes im Namen wird groß geschrieben, alles andere klein.
- Buchstaben und Ziffern werden durch ein Leerzeichen getrennt.
- Allfällige „Genitiv-Apostrophe“ in deutschen Sortennamen entfallen.
- Diakritische Zeichen, „ß“, Bindestriche, Punkte und runde Klammern sind möglich.
- Die Namen enthalten keine Kommas.

### Sortierung
Die Liste wird alphabetisch nach dem Sortennamen sortiert, auch darin enthaltene Zahlen.
- Groß- und Kleinbuchstaben werden nicht unterschieden.
- Buchstaben mit Diakritika werden wie die zugehörigen Grundbuchstaben behandelt. (Die Wikimedia-Tabellensortierung macht das etwas anders, sie sortiert z. B. Buchstaben mit Akzent hinter das normale Alphabet.)
- Bindestriche werden wie Leerzeichen sortiert.
- Apostrophe und Punkte werden ignoriert („Marron D'Olargues“ wie „Marron DOlargues“).
- „ß“ wird sortiert wie „ss“.

### Links
Links auf Artikel zu einzelnen Sorten werden nur auf Haupt-, nicht auf Nebeneinträgen gesetzt.